# Сытин (роман)
Сытин (англ. Cyteen) — научно-фантастический роман-трилогия («Предательство», «Возрождение», «Оправдание») Кэролайн Черри, действие которого разворачивается на одноименной планете в вымышленном вселенной Альянс-Союз. Роман увидел свет в 1988 году в издательстве Warner Books и в 1989 году получил премии «Хьюго» и «Локус». Его продолжение «Регенеза» вышло в 2009 году.

## Мир событий
Систему Сытин основали в 2201 году ученые и инженеры с Земли. Она включает саму планету Сытин и две станции: Внешнюю и Внутреннюю. Сытин объявила независимость от Земли в 2300 году и стала столицей Союза. Планета расположена в звездной системе Лаланда 46650 (BD+01 4774).
Атмосфера планеты несколько ядовита для людей, что создает необходимость анклавов или полузакрытых городов-государств, которые имеют влияние на политическую ситуацию. Сытин считается антитезой Земли, сердцем исследовательского центра Ресьюн, который занимается разработкой и клонированием человека. Клоны («ази», что является сокращением artificial zygote insemination — искусственное зиготное оплодотворение) обеспечивают потребность Союза в людях, позволяя ему не только существовать, но и расширяться, что не нравится ни Земле, ни Альянсу — другим политическим силам в этой вселенной. Эти силы пытаются противодействовать планам Союза. Уже много лет между тремя политическими оппонентами продолжается вялотекущая война.
Ази выращивают in vitro в чанах-матках. Граждан (CIT) можно тоже клонировать этим методом, и такое иногда практикуют, например, чтобы заменить мертвого ребенка. Основной разницей между ази и людьми заключается в том, что ази сразу же после рождения получают образование с помощью «лент», которые формируют в клонах знания и навыки. Люди также могут использовать ленты, но делают это реже и только после того, как в них развивается личность, обычно с 6 лет. Следствием является глубокая психологическая разница, граждане лучше приспосабливаются к новому и умеют действовать в неопределенных ситуациях.
Образовательная программа для ази называется психсетом. Подготовка лент — очень сложная дисциплина, поскольку плохо спланированный психсет может стать причиной эмоциональной нестабильности.

## Награды и номинации
- 1989 — Премия «Хьюго» за лучший роман: победа[4]
- 1989 — SF Chronicle Award, лучший роман: победа
- 1989 — Премия «Локус» за лучший научно-фантастический роман: победа[5]
- 1989 — Премия Британской научно-фантастической ассоциации, лучший роман: финалист номинации[6]
- 1998 — Опрос журнала «Локус», лучшие научно-фантастические романы до 1990 года: 38-е место[7].